# Трећа лига Црне Горе у фудбалу 2020/21 — Сјевер
Трећа лига Црне Горе у фудбалу 2020/21 — Сјевер, било је 15 такмичење у оквиру Треће лиге организовано од стране фудбалског савеза Црне Горе од оснивања 2006. и друго такмичење организовано након реорганизације Сјеверне регије у Удружење клубова Сјевер. То је једна од три регије трећег степена такмичења у Црној Гори у сезони 2020/21, поред регија Центар и Југ.
Првак регије Сјевер за сезону 2019/20. — Беране, као другопласирани у баражу против побједника регије Југ — Игала и побједника регије Центар — ОФК Младости ДГ, пласирао се у Другу лигу Црне Горе за сезону 2020/21.
У лиги је учествовало осам клубова, играло се трокружним бод системом, свако са сваким кући и на страни по једном, док су се домаћини за трећи круг одређивали на основу позиција на табели. Напредак из Берана је након 6. кола одустао од такмичења, а све претходно одигране утакмице су поништене, а до краја сезоне, клубови који су требали да играју против Напретка, били су слободни у тим колима. Првак регије, на крају сезоне је играо у баражу са првацима друге двије регије, гдје је свако са сваким играо по једну утакмицу, домаћини су одлучени жријебом, а двије најбоље екипе обезбиједиле су пласман у Другу лигу.
Титулу је освојила Петњица, три бода испред ОФК Борца, а у баражу за пласман у Другу лигу, завршила је на последњем мјесту, са оба пораза.

## Клубови у сезони 2020/21.
| Клуб      | Мјесто      | Стадион            | Капацитет |
| --------- | ----------- | ------------------ | --------- |
| Брсково   | Мојковац    | Стадион ФК Брсково | 1.000     |
| Гусиње    | Гусиње      | Градски стадион    | 3.000     |
| Комови    | Андријевица | Стадион Прљаније   | 1.000     |
| Напредак  | Беране      | Градски стадион    | 10.000    |
| ОФК Борац | Бијело Поље | Градски стадион    | 4.000     |
| Петњица   | Петњица     | Стадион Гусаре     | 1.000     |
| Пљевља    | Пљевља      | Градски стадион    | 10.000    |
| Полимље   | Мурино      | Стадион у Мурину   | 1.000     |

## Резултати

### Први и други круг
Домаћини су наведени у лијевој колони
|    | Екипа     | 1   | 2   | 3    | 4   | 5   | 6   | 7    | 8   |
| -- | --------- | --- | --- | ---- | --- | --- | --- | ---- | --- |
| 1  | Брсково   | XXX | 1:1 | 4:3  | 3:0 | 1:1 | 0:1 | 0:1  | 0:1 |
| 2  | Гусиње    | 5:1 | XXX | 4:2  | 6:0 | 1:4 | 0:2 | 2:1  | 1:4 |
| 3  | Комови    | 1:4 | 2:3 | XXX  | 2:0 | 0:1 | 0:5 | 1:3  | 0:4 |
| 4  | Напредак  | XXX | XXX | XXX  | XXX | 0:3 | XXX | 0:11 | XXX |
| 5  | ОФК Борац | 3:0 | 4:2 | 3:2  | XXX | XXX | 3:2 | 2:0  | 4:2 |
| 6. | Петњица   | 4:0 | 1:0 | 6:0  | 3:0 | 2:1 | XXX | 3:0  | 3:0 |
| 7  | Пљевља    | 2:0 | 3:0 | 3:1  | XXX | 1:6 | 1:5 | XXX  | 2:1 |
| 8  | Полимље   | 6:2 | 2:0 | 11:2 | XXX | 0:1 | 1:2 | 3:1  | XXX |

### Трећи круг
Домаћини су наведени у лијевој колони.
|    | Екипа     | 1   | 2   | 3   | 4   | 5   | 6   | 7   | 8   |
| -- | --------- | --- | --- | --- | --- | --- | --- | --- | --- |
| 1  | Брсково   | XXX |     | 5:1 | XXX | 0:4 |     | 2:2 |     |
| 2  | Гусиње    | 3:0 | XXX |     | XXX |     | 1:5 |     | 3:3 |
| 3  | Комови    |     | 4:2 | XXX | XXX |     | 1:3 |     | 2:0 |
| 4  | Напредак  | XXX | XXX | XXX | XXX | XXX | XXX | XXX | XXX |
| 5  | ОФК Борац |     | 5:0 | 3:1 | XXX | XXX |     |     | 6:0 |
| 6. | Петњица   | 7:1 |     |     | XXX | 3:0 | XXX | 4:1 |     |
| 7  | Пљевља    |     | 5:1 | 2:0 | XXX | 0:2 |     | XXX |     |
| 8  | Полимље   | 3:0 |     |     | XXX |     | 0:0 | 2:0 | XXX |

## Резултати по колима
| 1. коло, 5—7. 9. 2020. |                    |
| Петњица - Напредак     | 3:0 pff            |
| Полимље - ОФК Борац    | 0:1                |
| Пљевља - Комови        | 3:1                |
| Брсково - Гусиње       | 1:1 (17. 9. 2020.) |

| 2. коло, 13—14. 9. 2020. |     |
| Гусиње - Полимље         | 1:4 |
| Комови - Напредак        | 2:0 |
| ОФК Борац - Петњица      | 3:2 |
| Пљевља - Брсково         | 2:0 |

| 3. коло, 19—21. 9. 2020. |     |
| Петњица - Гусиње         | 1:0 |
| Брсково - Комови         | 4:3 |
| Полимлље - Пљевља        | 3:1 |
| Напредак - ОФК Борац     | 0:3 |

| 4. коло, 26—28. 9. 2020. |     |
| Гусиње - Напредак        | 6:0 |
| Брсково - Полимље        | 0:1 |
| Комови - ОФК Борац       | 0:1 |
| Пљевља - Петњица         | 1:5 |

| 5. коло, 1. 10. 2020. |      |
| Полимље - Комови      | 11:2 |
| Петњица - Брсково     | 4:0  |
| Напредак — Пљевља     | 0:11 |
| ОФК Борац - Гусиње    | 4:2  |

| 6. коло, 4—5. 10. 2020. |     |
| Брсково - Напредак      | 3:0 |
| Полимље - Петњица       | 1:2 |
| Комови - Гусиње         | 2:3 |
| Пљевља - ОФК Борац      | 1:6 |

| 7. коло, 10—12. 10. 2020. |         |
| Петњица - Комови          | 6:0     |
| ОФК Борац - Брсково       | 3:0 pff |
| Гусиње - Пљевља           | 2:1     |
| Полимље је било слободно. |         |

| 8. коло, 17—19. 10. 2020. |     |
| Комови - Пљевља           | 1:3 |
| Гусиње - Брсково          | 5:1 |
| ОФК Борац - Полимље       | 4:2 |
| Петњица је била слободна. |     |

| 9. коло, 24—25. 10. 2020. |     |
| Петњица - ОФК Борац       | 2:1 |
| Полимље - Гусиње          | 2:0 |
| Брсково - Пљевља          | 0:1 |
| Комови су били слободни.  |     |

| 10. коло, 1—2. 11. 2020.   |     |
| Гусиње — Петњица           | 0:2 |
| Комови - Брсково           | 1:4 |
| Пљевља - Полимље           | 2:1 |
| ОФК Борац је био слободан. |     |

| 11. коло, 7—9. 11. 2020. |     |
| Петњица - Пљевља         | 3:0 |
| Полимље - Брсково        | 6:2 |
| ОФК Борац - Комови       | 3:2 |
| Гусиње је било слободно. |     |

| 12. коло, 20. 3. 2021.   |                    |
| Гусиње - ОФК Борац       | 1:4                |
| Комови - Полимље         | 0:4 (31. 3. 2021.) |
| Брсково - Петњица        | 0:1 (1. 4. 2021.)  |
| Пљевља су била слободна. |                    |

| 13. коло, 27—29. 3. 2021. |     |
| Гусиње - Комови           | 4:2 |
| Петњица - Полимље         | 3:0 |
| ОФК Борац - Пљевља        | 2:0 |
| Брсково је било слободно. |     |

| 14. коло, 4—5. 4. 2021.   |         |
| Брсково - ОФК Борац       | 1:1     |
| Комови - Петњица          | 0:5     |
| Пљевља - Гусиње           | 3:0 pff |
| Полимље је било слободно. |         |

| 15. коло, 11. 4. 2021.   |     |
| Комови - Петњица         | 1:3 |
| Брсково - ОФК Борац      | 0:4 |
| Гусиње - Полимље         | 3:3 |
| Пљевља су била слободна. |     |

| 16. коло, 15. 4. 2021.   |     |
| Полимље - Пљевља         | 2:0 |
| ОФК Борац - Гусиње       | 5:0 |
| Петњица - Брсково        | 7:1 |
| Комови су били слободни. |     |

| 17. коло, 18—19. 4. 2021. |     |
| Брсково - Комови          | 5:1 |
| Гусиње - Петњица          | 1:5 |
| Пљевља - ОФК Борац        | 0:2 |
| Полимље је било слободно. |     |

| 18. коло, 24—26. 4. 2021. |     |
| Петњица - Пљевља          | 4:1 |
| Комови - Гусиње           | 4:2 |
| ОФК Борац - Полимље       | 6:0 |
| Брсково је било слободно. |     |

| 19. коло, 2—3. 5. 2021.    |         |
| Полимље - Петњица          | 0:0     |
| Пљевља - Комови            | 2:0     |
| Гусиње - Брсково           | 3:0 pff |
| ОФК Борац је био слободан. |         |

| 20. коло, 8—9. 5. 2021.  |     |
| Комови - Полимље         | 2:0 |
| Петњица - ОФК Борац      | 3:0 |
| Брсково - Пљевља         | 2:2 |
| Гусиње је било слободно. |     |

| 21. коло, 16—17. 5. 2021. |         |
| Полимље - Брсково         | 3:0 pff |
| ОФК Борац - Комови        | 3:1     |
| Пљевља - Гусиње           | 5:1     |
| Петњица је била слободна. |         |

Легенда:
 Дерби мечеви
- pff - Службени резултат.

## Детаљни извјештај

### 1 коло
| Петњица | 3:0 pff | Напредак |
| ------- | ------- | -------- |
|         |         |          |

| Полимље | 0:1 | ОФК Борац         |
| ------- | --- | ----------------- |
|         |     | Аднан Шемовић 37’ |

| Пљевља                                                                  | 3:1 | Комови                        |
| ----------------------------------------------------------------------- | --- | ----------------------------- |
| Александар Раонић 37’ (пенал) · Огњен Касалица 63’ · Фуад Садагић 90+1’ |     | Страхиња Бујишић 5’ (аутогол) |

| Брсково                 | 1:1 | Гусиње            |
| ----------------------- | --- | ----------------- |
| Балша Зејак 90’ (пенал) |     | Кевин Мркулић 63’ |

### 2 коло
| Гусиње             | 1:4 | Полимље                                                                                         |
| ------------------ | --- | ----------------------------------------------------------------------------------------------- |
| Атдхетат Цакај 38’ |     | Мухамед Цириковић 13’ · Дамјан Оташевић 45’ (пенал) · Немања Стешевић 63’ · Дамјан Оташевић 70’ |

| Комови | 2:0 | Напредак |
| ------ | --- | -------- |
|        |     |          |

| ОФК Борац                                                    | 3:2 | Петњица                                         |
| ------------------------------------------------------------ | --- | ----------------------------------------------- |
| Александар Маџгаљ 48’ · Армен Бошњак 60’ · Алден Рамовић 88’ |     | Ибрахим Мурић 73’ · Лазар Ћулафић 90+4’ (пенал) |

| Пљевља                                  | 2:0 | Брсково |
| --------------------------------------- | --- | ------- |
| Бојан Калезић 60’ · Славко Мердовић 82’ |     |         |

### 3 коло
| Петњица          | 1:0 | Гусиње |
| ---------------- | --- | ------ |
| Ерис Бабачић 55’ |     |        |

| Брсково                                                              | 4:3 | Комови                                                           |
| -------------------------------------------------------------------- | --- | ---------------------------------------------------------------- |
| Ђорђе Јелић 5’ · Ђорђе Јелић 36’ · Балша Зејак 75’ · Балша Зејак 80’ |     | Мерил Мусић 16’ · Адис Пуповић 66’ (пенал) · Филип Губеринић 67’ |

| Полимље                                                       | 3:1 | Пљевља         |
| ------------------------------------------------------------- | --- | -------------- |
| Никодин Фатић 39’ · Дамјан Оташевић 48’ · Дамјан Оташевић 63’ |     | Адис Хулић 67’ |

| Напредак | 0:3 | ОФК Борац |
| -------- | --- | --------- |
|          |     |           |

### 4 коло
| Гусиње | 6:0 | Напредак |
| ------ | --- | -------- |
|        |     |          |

| Брсково | 0:1 | Полимље             |
| ------- | --- | ------------------- |
|         |     | Немања Стешевић 36’ |

| Комови | 0:1 | ОФК Борац                 |
| ------ | --- | ------------------------- |
|        |     | Алден Рамовић 55’ (пенал) |

| Пљевља             | 1:5 | Петњица                                                                                        |
| ------------------ | --- | ---------------------------------------------------------------------------------------------- |
| Огњен Касалица 36’ |     | Ибрахим Мурић 6’ · Лазар Ћулафић 34’ · Лазар Ћулафић 65’ · Стефан Ћулафић 78’ · Елвис Љаић 85’ |

### 5 коло
| Полимље | 11:2 | Комови                                      |
| --- | ---- | ------------------------------------------- |
| Саша Лабан 6’ · Немања Стешевић 7’ · Петар Томовић 26’ · Богољуб Коматина 38’ · Богољуб Коматина 45’ · Дарко Рајковић 53’ · Петар Томовић 56’ · Дарко Рајковић 67’ · Бојан Јокановић 71’ · Дарко Рајковић 75’ · Бојан Јокановић 83’ |      | Новица Мартиновић 57’ · Филип Губеринић 86’ |

| Петњица                                                                         | 4:0 | Брсково |
| ------------------------------------------------------------------------------- | --- | ------- |
| Ибрахим Мурић 59’ (пенал) · Сава Пешић 72’ · Лазар Ћулафић 80’ · Миро Кораћ 82’ |     |         |

| Напредак | 0:11 | Пљевља |
| -------- | ---- | ------ |
|          |      |        |

| ОФК Борац                                                                    | 4:2 | Гусиње                                   |
| ---------------------------------------------------------------------------- | --- | ---------------------------------------- |
| Џенан Рамовић 48’ · Алден Рамовић 49’ · Армен Бошњак 75’ · Аднан Шемовић 79’ |     | Џенис Фератовић 8’ · Џенис Фератовић 61’ |

### 6 коло
| Брсково | 3:0 | Напредак |
| ------- | --- | -------- |
|         |     |          |

| Полимље                     | 1:2 | Петњица                                 |
| --------------------------- | --- | --------------------------------------- |
| Дамјан Оташевић 90’ (пенал) |     | Никола Прашчевић 2’ · Адмир Шаботић 17’ |

| Комови                                 | 2:3 | Гусиње                                                     |
| -------------------------------------- | --- | ---------------------------------------------------------- |
| Филип Губеринић 44’ · Милош Шћекић 89’ |     | Аљо Никочевић 33’ · Адил Муламекић 50’ · Аљо Никочевић 59’ |

| Пљевља                   | 1:6 | ОФК Борац |
| ------------------------ | --- | --- |
| Бојан Калезић 6’ (пенал) |     | Мирза Рамовић 45+1’ · Алден Рамовић 51’ · Аднан Шемовић 64’ · Армен Бошњак 67’ · Никола Брајић 71’ · Алден Рамовић 90’ |

### 7 коло
| Петњица | 6:0 | Комови |
| --- | --- | ------ |
| Стефан Ћулафић 35’ · Адмир Шаботић 39’ · Лазар Ћулафић 45’ · Миро Кораћ 60’ · Елдан Курпејовић 74’ · Адмир Шаботић 87’ |     |        |

| Гусиње                                          | 2:1 | Пљевља               |
| ----------------------------------------------- | --- | -------------------- |
| Амил Сеферагић 68’ · Амил Сеферагић 75’ (пенал) |     | Страхиња Бујишић 20’ |

| ОФК Борац | 3:0 pff | Брсково |
| --------- | ------- | ------- |
|           |         |         |

### 8 коло
| Гусиње                                                                                            | 5:1 | Брсково             |
| ------------------------------------------------------------------------------------------------- | --- | ------------------- |
| Амил Сеферагић 4’ · Денијал Чекић 19’ · Адис Пировић 22’ · Кенан Радончић 37’ · Кевин Мркулић 44’ |     | Данило Зиндовић 11’ |

| Комови                  | 1:3 | Пљевља                                                               |
| ----------------------- | --- | -------------------------------------------------------------------- |
| Александар Милићевић 6’ |     | Александар Булић 9’ (пенал) · Иван Пуповић 10’ · Вукадин Лакетић 39’ |

| ОФК Борац                                                                     | 4:2 | Полимље                                             |
| ----------------------------------------------------------------------------- | --- | --------------------------------------------------- |
| Алден Рамовић 24’ · Џенан Рамовић 33’ · Алден Рамовић 38’ · Аднан Шемовић 87’ |     | Мухамед Цириковић 28’ · Дамјан Оташевић 35’ (пенал) |

### 9 коло
| Петњица                                  | 2:1 | ОФК Борац        |
| ---------------------------------------- | --- | ---------------- |
| Елдан Курпејовић 7’ · Стефан Ћулафић 18’ |     | Армен Бошњак 62’ |

| Полимље                                  | 2:0 | Гусиње |
| ---------------------------------------- | --- | ------ |
| Немања Стешевић 82’ · Дарко Рајковић 86’ |     |        |

| Брсково | 0:1 | Пљевља                    |
| ------- | --- | ------------------------- |
|         |     | Бојан Калезић 50’ (пенал) |

### 10 коло
| Гусиње | 0:2 | Петњица                                 |
| ------ | --- | --------------------------------------- |
|        |     | Стефан Ћулафић 71’ · Стефан Ћулафић 90’ |

| Комови                | 1:4 | Брсково                                                                         |
| --------------------- | --- | ------------------------------------------------------------------------------- |
| Александар Шћекић 49’ |     | Филип Видаковић 15’ · Миодраг Ђукић 42’ · Јанко Булатовић 45’ · Ђорђе Јелић 88’ |

| Пљевља                                   | 2:1 | Полимље            |
| ---------------------------------------- | --- | ------------------ |
| Страхиња Бујишић 28’ · Бојан Калезић 80’ |     | Дарко Рајковић 71’ |

### 11 коло
| Петњица                                                           | 3:0 | Пљевља |
| ----------------------------------------------------------------- | --- | ------ |
| Лазар Ћулафић 14’ · Лазар Ћулафић 68’ (пенал) · Ибрахим Мурић 71’ |     |        |

| Полимље | 6:2 | Брсково                               |
| --- | --- | ------------------------------------- |
| Дамјан Оташевић 3’ (пенал) · Дарко Рајковић 18’ · Дарко Рајковић 35’ · Саша Лабан 42’ · Иван Шошкић 56’ (пенал) · Богољуб Коматина 62’ |     | Филип Видаковић 55’ · Ђорђе Јелић 81’ |

| ОФК Борац                                                           | 3:2 | Комови                                      |
| ------------------------------------------------------------------- | --- | ------------------------------------------- |
| Алден Рамовић 57’ · Џенан Рамовић 67’ · Алмир Пуповић 69’ (аутогол) |     | Александар Милићевић 63’ · Адис Пуповић 90’ |

### 12 коло
| Гусиње          | 1:4 | ОФК Борац                                                                               |
| --------------- | --- | --------------------------------------------------------------------------------------- |
| Ирфан Чекић 75’ |     | Алден Рамовић 48’ · Алден Рамовић 76’ (пенал) · Алден Рамовић 86’ · Растко Ћетковић 88’ |

| Комови | 0:4 | Полимље                                                                                        |
| ------ | --- | ---------------------------------------------------------------------------------------------- |
|        |     | Александар Милићевић 26’ (аутогол) · Петар Томовић 29’ · Никодин Фатић 43’ · Никодин Фатић 90’ |

| Брсково | 0:1 | Петњица          |
| ------- | --- | ---------------- |
|         |     | Дино Адровић 85’ |

### 13 коло
| Гусиње                                                                            | 4:2 | Комови                                 |
| --------------------------------------------------------------------------------- | --- | -------------------------------------- |
| Гетоар Гјонбалај 4’ · Денијал Чекић 34’ (пенал) · Луан Кукај 44’ · Маид Чекић 89’ |     | Милосав Делетић 14’ · Милош Шћекић 65’ |

| Петњица                                               | 3:0 | Полимље |
| ----------------------------------------------------- | --- | ------- |
| Лазар Ћулафић 21’ · Сава Пешић 71’ · Сава Пешић 90+3’ |     |         |

| ОФК Борац                             | 2:0 | Пљевља |
| ------------------------------------- | --- | ------ |
| Алден Рамовић 63’ · Алден Рамовић 83’ |     |        |

### 14 коло
| Брсково           | 1:1 | ОФК Борац        |
| ----------------- | --- | ---------------- |
| Милован Ћорић 75’ |     | Радоје Кораћ 21’ |

| Комови | 0:5 | Петњица                                                                                                 |
| ------ | --- | --- |
|        |     | Никола Прашчевић 14’ · Стефан Ћулафић 23’ · Никола Прашчевић 63’ · Дино Адровић 65’ · Лазар Ћулафић 70’ |

| Пљевља | 3:0 pff | Гусиње |
| ------ | ------- | ------ |
|        |         |        |

### 15 коло
| Комови          | 1:3 | Петњица                                                            |
| --------------- | --- | ------------------------------------------------------------------ |
| Мерил Мусић 68’ |     | Елдан Курпејовић 6’ · Лазар Ћулафић 21’ (пенал) · Емил Адровић 48’ |

| Брсково | 0:4 | ОФК Борац                                                                         |
| ------- | --- | --------------------------------------------------------------------------------- |
|         |     | Алден Рамовић 41’ · Џенан Рамовић 65’ · Стефан Кљајевић 81’ · Стефан Кљајевић 86’ |

| Гусиње                                                       | 3:3 | Полимље                                                   |
| ------------------------------------------------------------ | --- | --------------------------------------------------------- |
| Белмин Бектешевић 20’ · Аљо Никочевић 65’ · Ерик Селимај 86’ |     | Мухамед Цириковић 3’ · Саша Лабан 39’ · Никодин Фатић 69’ |

### 16 коло
| Полимље                                    | 2:0 | Пљевља |
| ------------------------------------------ | --- | ------ |
| Немања Стешевић 22’ · Богољуб Коматина 44’ |     |        |

| ОФК Борац                                                                                        | 5:0 | Гусиње |
| ------------------------------------------------------------------------------------------------ | --- | ------ |
| Алдин Клапија 27’ · Џенан Рамовић 29’ · Армен Бошњак 44’ · Алден Рамовић 72’ · Џенан Рамовић 80’ |     |        |

| Петњица | 7:1 | Брсково           |
| --- | --- | ----------------- |
| Елдан Курпејовић 13’ · Анил Јулевић 19’ · Стефан Ћулафић 21’ · Елдан Курпејовић 24’ · Лазар Ћулафић 63’ (пенал) · Сава Пешић 74’ · Сава Пешић 87’ |     | Бојан Милачић 66’ |

### 17 коло
| Брсково                                                                                          | 5:1 | Комови                               |
| ------------------------------------------------------------------------------------------------ | --- | ------------------------------------ |
| Борислав Раковић 14’ · Данило Марковић 30’ · Милан Стошић 36’ · Милић Ђукић 41’ · Лука Ђукић 83’ |     | Александар Маријановић 37’ (аутогол) |

| Гусиње             | 1:5 | Петњица                                                                                        |
| ------------------ | --- | ---------------------------------------------------------------------------------------------- |
| Асмир Бајровић 30’ |     | Стефан Ћулафић 14’ · Сава Пешић 16’ · Стефан Ћулафић 35’ · Иван Томашевић 55’ · Сава Пешић 75’ |

| Пљевља | 0:2 | ОФК Борац                                |
| ------ | --- | ---------------------------------------- |
|        |     | Армен Бошњак 58’ · Александар Маџгаљ 80’ |

### 18 коло
| Петњица                                                                           | 4:1 | Пљевља                |
| --------------------------------------------------------------------------------- | --- | --------------------- |
| Стефан Ћулафић 19’ · Дино Адровић 41’ · Стефан Ћулафић 80’ · Владимир Боричић 86’ |     | Александар Раонић 23’ |

| Комови                                                                           | 4:2 | Гусиње                              |
| -------------------------------------------------------------------------------- | --- | ----------------------------------- |
| Милош Шћекић 5’ · Лазар Кастратовић 56’ · Милош Шћекић 61’ · Милосав Делетић 79’ |     | Луан Кукај 49’ · Амил Сеферагић 75’ |

| ОФК Борац | 6:0 | Полимље |
| --- | --- | ------- |
| Јасмин Луковић 50’ (пенал) · Алден Рамовић 72’ · Александар Маџгаљ 74’ · Армен Бошњак 77’ · Никола Брајић 86’ · Алден Рамовић 89’ |     |         |

### 19 коло
| Полимље | 0:0 | Петњица |
| ------- | --- | ------- |
|         |     |         |

| Пљевља                                        | 2:0 | Комови |
| --------------------------------------------- | --- | ------ |
| Вељко Крстонијевић 58’ · Страхиња Бујишић 85’ |     |        |

| Гусиње | 3:0 pff | Брсково |
| ------ | ------- | ------- |
|        |         |         |

### 20 коло
| Петњица                                                        | 3:0 | ОФК Борац |
| -------------------------------------------------------------- | --- | --------- |
| Дино Адровић 22’ (пенал) · Сава Пешић 78’ · Симо Горановић 84’ |     |           |

| Комови                               | 2:0 | Полимље |
| ------------------------------------ | --- | ------- |
| Мерил Мусић 4’ · Филип Губеринић 69’ |     |         |

| Брсково                                  | 2:2 | Пљевља                                      |
| ---------------------------------------- | --- | ------------------------------------------- |
| Јанко Булатовић 4’ · Данијел Зиндовић 6’ |     | Богољуб Тешовић 29’ · Александар Раонић 63’ |

### 21 коло
| Полимље | 3:0 pff | Брсково |
| ------- | ------- | ------- |
|         |         |         |

| ОФК Борац                                                      | 3:1 | Комови              |
| -------------------------------------------------------------- | --- | ------------------- |
| Александар Маџгаљ 56’ · Радоје Кораћ 60’ · Стефан Кљајевић 72’ |     | Милосав Делетић 42’ |

| Пљевља                                                                                                 | 5:1 | Гусиње            |
| --- | --- | ----------------- |
| Вељко Крстонијевић 17’ · Иван Пуповић 24’ · Иван Пуповић 37’ · Иван Пуповић 39’ · Никола Војиновић 61’ |     | Денијал Чекић 75’ |

## Табела и статистика
| Мјесто | Екипа     | Играно | Побједа | Неријешено | Изгубио | Дао гол. | При. гол. | Гол-разлика | Бодови  | Напомене            |
| ------ | --------- | ------ | ------- | ---------- | ------- | -------- | --------- | ----------- | ------- | ------------------- |
| 1      | Петњица   | 18     | 16      | 1          | 1       | 58       | 10        | +48         | 49      | Бараж за Другу лигу |
| 2      | ОФК Борац | 18     | 15      | 1          | 2       | 53       | 17        | +36         | 46      |                     |
| 3      | Полимље   | 18     | 9       | 2          | 7       | 43       | 29        | +14         | 29      |                     |
| 4      | Пљевља    | 18     | 8       | 1          | 9       | 28       | 35        | -7          | 24(-1)  |                     |
| 5      | Гусиње    | 18     | 5       | 2          | 11      | 29       | 49        | -20         | 16 (-1) |                     |
| 6      | Брсково   | 18     | 3       | 3          | 12      | 21       | 49        | -28         | 7(-5)   |                     |
| 7      | Комови    | 18     | 2       | 0          | 16      | 23       | 66        | -43         | 6       |                     |
| 8      | Напредак  | 0      | 0       | 0          | 0       | 0        | 0         | 0           | 0       | Избачен из лиге     |

- Петњица иде у бараж за пласман у Другу лигу;
- Напредак је избачен из лиге и поништене су му све утакмице;
- Пљевља -1 бод;
- Гусиње -1 бод;
- Брсково - 5 бодова

| Првак Треће лиге Црне Горе — Сјевер |
| ----------------------------------- |
| Петњица 2. Титула                   |

### Позиције на табели по колима
|   | Екипа     | 1 | 2 | 3 | 4 | 5 | 6 | 7               | 8               | 9               | 10              | 11              | 12              | 13              | 14              | 15              | 16              | 17              | 18              | 19              | 20              | 21              |
| - | --------- | - | - | - | - | - | - | --------------- | --------------- | --------------- | --------------- | --------------- | --------------- | --------------- | --------------- | --------------- | --------------- | --------------- | --------------- | --------------- | --------------- | --------------- |
| 1 | Брсково   | 5 | 7 | 5 | 5 | 5 | 5 | 6               | 6               | 6               | 6               | 6               | 6               | 6               | 6               | 6               | 6               | 6               | 6               | 6               | 6               | 6               |
| 2 | Гусиње    | 4 | 6 | 7 | 6 | 6 | 6 | 4               | 4               | 5               | 5               | 5               | 5               | 4               | 5               | 5               | 5               | 5               | 5               | 5               | 5               | 5               |
| 3 | Комови    | 7 | 5 | 6 | 7 | 7 | 7 | 8               | 8               | 8               | 8               | 8               | 8               | 8               | 8               | 8               | 8               | 8               | 8               | 8               | 8               | 8               |
| 4 | Напредак  | 8 | 8 | 8 | 8 | 8 | 8 | Избачен из лиге | Избачен из лиге | Избачен из лиге | Избачен из лиге | Избачен из лиге | Избачен из лиге | Избачен из лиге | Избачен из лиге | Избачен из лиге | Избачен из лиге | Избачен из лиге | Избачен из лиге | Избачен из лиге | Избачен из лиге | Избачен из лиге |
| 5 | ОФК Борац | 3 | 2 | 1 | 1 | 1 | 1 | 1               | 1               | 1               | 1               | 1               | 1               | 1               | 2               | 2               | 2               | 2               | 2               | 2               | 2               | 2               |
| 6 | Петњица   | 1 | 3 | 3 | 2 | 2 | 2 | 2               | 2               | 2               | 2               | 2               | 2               | 2               | 1               | 1               | 1               | 1               | 1               | 1               | 1               | 1               |
| 7 | Пљевља    | 2 | 1 | 2 | 4 | 4 | 4 | 5               | 5               | 4               | 4               | 4               | 4               | 5               | 4               | 4               | 4               | 4               | 4               | 4               | 4               | 4               |
| 8 | Полимље   | 6 | 4 | 4 | 3 | 3 | 3 | 3               | 3               | 3               | 3               | 3               | 3               | 3               | 3               | 3               | 3               | 3               | 3               | 3               | 3               | 3               |

### Домаћин - гост табела
| М | Клуб         | Одиг. као домаћин | Поб. | Нер. | Пор. | ГД | ГП | ГР  | Бод. | Одиг. као гост | Поб. | Нер. | Пор. | ГД | ГП | ГР  | Бод. |
| - | ------------ | ----------------- | ---- | ---- | ---- | -- | -- | --- | ---- | -------------- | ---- | ---- | ---- | -- | -- | --- | ---- |
| 1 | Петњица      | 9                 | 9    | 0    | 0    | 33 | 3  | +30 | 27   | 9              | 7    | 1    | 1    | 25 | 7  | +18 | 22   |
| 2 | ОФК Борац    | 9                 | 9    | 0    | 0    | 33 | 9  | +24 | 27   | 9              | 6    | 1    | 2    | 20 | 8  | +12 | 19   |
| 3 | Полимље      | 9                 | 6    | 1    | 2    | 28 | 8  | +20 | 19   | 9              | 3    | 1    | 5    | 15 | 21 | +2  | 10   |
| 4 | Пљевља (-1)  | 9                 | 6    | 0    | 3    | 19 | 16 | +3  | 18   | 9              | 2    | 1    | 9    | 19 | 3  | +13 | 7    |
| 5 | Гусиње (-1)  | 9                 | 3    | 1    | 5    | 20 | 22 | -2  | 10   | 9              | 2    | 1    | 6    | 9  | 27 | -18 | 7    |
| 6 | Брсково (-5) | 9                 | 2    | 3    | 4    | 13 | 15 | -2  | 9    | 9              | 1    | 0    | 8    | 8  | 34 | -26 | 3    |
| 7 | Комови       | 9                 | 2    | 0    | 7    | 11 | 25 | -15 | 6    | 9              | 0    | 0    | 9    | 12 | 41 | -29 | 0    |
| 8 | Напредак     | 0                 | 0    | 0    | 0    | 0  | 0  | 0   | 0    | 0              | 0    | 0    | 0    | 0  | 0  | 0   | 0    |

## Листа стријелаца
| Позиција | Држава    | Играч             | Екипа     | Број голова | Голови из пенала |
| -------- | --------- | ----------------- | --------- | ----------- | ---------------- |
| 1        | Црна Гора | Алден Рамовић     | ОФК Борац | 17          | 2                |
| 2        | Црна Гора | Лазар Ћулафић     | Петњица   | 11          | 4                |
| 3        | Црна Гора | Стефан Ћулафић    | Петњица   | 9           | 0                |
| 4        | Црна Гора | Сава Пешић        | Петњица   | 8           | 0                |
| 5        | Црна Гора | Дамјан Оташевић   | Полимље   | 7           | 4                |
| 5        | Црна Гора | Армен Бошњак      | ОФК Борац | 7           | 0                |
| 5        | Црна Гора | Дарко Рајковић    | Полимље   | 7           | 0                |
| 8        | Црна Гора | Џенан Рамовић     | ОФК Борац | 6           | 0                |
| 9        | Црна Гора | Немања Стешевић   | Полимље   | 5           | 0                |
| 9        | Црна Гора | Елдан Курпејовић  | Петњица   | 5           | 0                |
| 11       | Црна Гора | Аднан Шемовић     | ОФК Борац | 4           | 0                |
| 11       | Црна Гора | Бојан Калезић     | Пљевља    | 4           | 2                |
| 11       | Црна Гора | Ђорђе Јелић       | Брсково   | 4           | 0                |
| 11       | Црна Гора | Филип Губеринић   | Комови    | 4           | 0                |
| 11       | Црна Гора | Никодин Фатић     | Полимље   | 4           | 0                |
| 11       | Црна Гора | Богољуб Коматина  | Полимље   | 4           | 0                |
| 11       | Црна Гора | Милош Шћекић      | Комови    | 4           | 0                |
| 11       | Црна Гора | Иван Пуповић      | Пљевља    | 4           | 0                |
| 11       | Црна Гора | Дино Адровић      | Петњица   | 4           | 1                |
| 11       | Црна Гора | Ибрахим Мурић     | Петњица   | 4           | 1                |
| 22       | Црна Гора | Александар Раонић | Пљевља    | 3           | 1                |
| 22       | Црна Гора | Балша Зејак       | Брсково   | 3           | 0                |
| 22       | Црна Гора | Мухамед Цириковић | Полимље   | 3           | 0                |
| 22       | Црна Гора | Александар Маџгаљ | ОФК Борац | 3           | 0                |
| 22       | Црна Гора | Мерил Мусић       | Комови    | 3           | 0                |
| 22       | Црна Гора | Саша Лабан        | Полимље   | 3           | 0                |
| 22       | Црна Гора | Петар Томовић     | Полимље   | 3           | 0                |
| 22       | Црна Гора | Страхиња Бујишић  | Пљевља    | 3           | 0                |
| 22       | Црна Гора | Никола Прашчевић  | Петњица   | 3           | 0                |
| 22       | Црна Гора | Адмир Шаботић     | Петњица   | 3           | 0                |
| 22       | Црна Гора | Аљо Никочевић     | Гусиње    | 3           | 0                |
| 22       | Црна Гора | Амил Сеферагић    | Гусиње    | 3           | 1                |
| 22       | Црна Гора | Милосав Делетић   | Комови    | 3           | 0                |